# Аничков, Лонгин Иванович (Нехорошев)
Лонги́н Ива́нович Ани́чков (Нехоро́шев) (Лонгин Оничков Нехорошев) — русский военный деятель XVII века, голова московских стрельцов.
Сын Ивана Семёновича Аничкова (Нехорошего), сына боярского.
В 1636—1650 годах — дворянин московский, помещик Переславль-Залесского уезда.
Один из руководителей обороны Могилёва в 1655 году от войск Великого гетмана Литовского Януша Радзивилла. Умер в 1656 году.